# Viborg
 For alternative betydninger, se Viborg (flertydig). (Se også artikler, som begynder med Viborg)
Viborg er en af de ældste byer i Danmark. Byen har 43.645 indbyggere (2025) og ligger centralt i Midtjylland ved Hærvejen. Byen er delt op af to søer, Søndersø og Nørresø. Byens navn, som gennem tiderne er skrevet som Wiborg, Wibjerg, Wibiærgh, Wybærgh, Wiburgh og på latin Wibergis, hentyder til et indviet sted til gudsdyrkelse (Vi på olddansk betyder helligdom) og til byens beliggenhed højt i terrænet. Viborg betyder således "det hellige sted på bakken".
I hele Viborg Kommune bor 97.621 indbyggere  (2025) indbyggere 2025. Kommunen er arealmæssigt Danmarks næststørste efter Ringkøbing-Skjern Kommune. Siden 1. januar 2007 har byen været sæde for den centrale forvaltning i Region Midtjylland.
I 2012 blev Viborg Kommune kåret som årets Idrætskommune samt Årets Ungdomskommune.

## Historie
Der er arkæologisk belæg for, at den første bydannelse i Viborg fandt sted i slutningen af 900-tallet og begyndelsen af 1000-tallet. Den foregik ved, at én eller flere store vikingetidsgårde blev udstykket i mindre parceller langs en gade. Viborg er nævnt i en litterær kilde (Gisle Surssøns saga), der beretter om, at Gisle og to af hans fæller fra Island rejste sydpå til Danmark og kom til købstaden Viborg, hvor de blev vinteren over hos en mand ved navn Sigurhaddur. Det skal være foregået i 961, men da sagaen er skrevet flere hundrede år senere, er teksten ikke noget sikkert vidnesbyrd om Viborgs alder. Omkring 1060 blev Jylland inddelt i bispedømmer og Viborg blev bispestad. I begyndelsen af 1100-tallet begyndte opførelsen af domkirken. I midten af 1100-tallet blev byen i forbindelse med stridighederne mellem kongsemnerne Svend, Knud og Valdemar befæstet med en vold og en grav. Indgang til byen var derefter gennem fem byporte: ved Skt. Mathias Gade, Skt. Mikkels Gade, Skt. Hans Gade, Skt. Mogens Gade og Skt. Ibs Gade.
I begyndelsen af 1300-tallet byggede kong Erik Menved en befæstning på en bakkeknold ved Viborgsøerne. Befæstningen blev ikke bygget til beskyttelse af byen og dens borgere, men var en såkaldt tvangsborg, som skulle sikre kongens indflydelse på Viborg Landsting. Borgen blev allerede nedrevet igen i forbindelse med det næste kongeskifte i 1320, da Erik Mendveds bror Christoffer 2. blev konge. Bakkeknolden, hvor befæstningen lå, er nu en del af parkanlægget Borgvold. På toppen af bakken står et monument for kong Erik Ejegod.
I middelalderen havde Viborg fem klostre og tolv sognekirker. Med undtagelse af en del af Gråbrødre Kloster samt den til Sortebrødre Kloster hørende kirke, blev alle klostrene samt de tolv sognekirker revet ned i forbindelse med reformationen. Den luthersk-evangeliske reformation af det egentlige Danmark tog sin begyndelse i Viborg i forbindelse med Hans Tausens ophold i byen 1525-1529. I den forbindelse er det værd at nævne, at Søndre Sogns kirke var den første danske kirke, der fik lov til at holde lutherske gudstjenester.
Viborg er fortsat centrum for den romersk-katolske menighed i Midt- og Vestjylland, og i 1966 blev Sankt Kjelds Kirke indviet som menighedens lokale samlingspunkt, og senere blev den nuværende Sankt Kjelds Kirke opført på samme grund i 2008.
Byen har været udsat for flere store brande, blandt andet i 1501 og i 1567. Den helt store katastrofe skete dog den 25. juni 1726, da der opstod en brand, som i løbet af de følgende dage ødelagde hele den østlige del af byen med domkirken, Sortebrødre Kirke og rådhuset. Det tog meget lang tid, før Viborg kom på fode igen. Byen, som i middelalderen havde haft 4.000 – 5.000 indbyggere, havde i midten af 1700-tallet under 2.000 indbyggere.
Viborg begyndte at vokse igen i 1830'erne blandt andet i forbindelse med, at Stænderforsamlingen for Nørrejylland fik sæde i Viborg. Siden kom andre institutioner til byen: garnisonen, Danmarks første kreditforening og Hedeselskabet. I 1864 åbnedes jernbanestrækningen fra Langå over Viborg til Skive. Den første banegård lå ved Søndersø, men i 1896 førtes banen sydvest om byen, og den nye banegård blev opført samme år. To andre jernbanelinjer, som gik fra Viborg over Karup til Herning og fra Viborg over Fårup til Mariager, er nedlagt igen.
Fra 1865 til 2001 havde Viborg en garnison, idet 3. Regiment, som senere fik navnet Prinsens Livregiment, var garnisoneret i byen. Viborg Kaserne, som i hovedsagen er bygget i 1930'erne, blev overtaget af Viborg Kommune, da regimentet forlod byen for at flytte til Skive. Kaserneområdet er udbygget til et videns- og uddannelsescenter, og Viborgs nye rådhus åbnede på området i 2011. Fra 1913 til 1947 havde desuden 2. Generalkommando, og i en del af perioden også Jyske Divisionskommando, domicil i Viborg. Generalkommandobygningen i Sct. Mathias Gade, bygget i 1913 med Søren Vig-Nielsen som arkitekt, er nu solgt til privat side og huser et advokatfirma.
Byen huser Landsarkivet for Nørrejylland. Hovedbygningen som stod færdig i 1891 blev opført af arkitekt Hack Kampmann. En moderne magasinbygning er tegnet af kgl. bygningsinspektør Leopold Teschl.

## Infrastruktur og transport
Fra Viborg Station afgår InterCity og regionaltog til København, Aarhus og Struer.
De fleste af byens buslinjer stopper ligeledes på stationen.
Adskillige primærruter går til eller fra byen. Dette tæller bl.a. primærrute 16 fra Randers og videre til Holstebro. Søndre Ringvej (Viborg) går rundt om byen og er en del af primærrute 26, der går fra Aarhus og videre til Skive.
I den gamle del af byen er der flere gågader, primært Sct. Mathias Gade og sidegaderne.
Viborg Flyveplads ligger lidt uden for byen, og har tre landingsbaner.

### Landstinget i Viborg
Viborg var hovedtingsted i Nørrejylland fra Knud den Stores tid i 1000-tallet. Munken Ælnoth skrev omkring 1120: "Der samles hyppigt store skarer fra hele Jylland, dels for at forhandle om de fælles anliggender, dels for at drøfte, hvorvidt lovene er retfærdige eller endnu gyldige, og tillige give dem fasthed. Og hvad der er blevet fastlagt med enigt samtykke af den forsamlede mængde, kan ikke ustraffet sættes ud af kraft i nogen egn af Jylland."
Én af landstingets funktioner var, at hylde , dvs. godkende, den nyvalgte konge. Den første kongehyldning på Viborg Landsting menes at have fundet sted i 1027. Det var Hardeknud, der blev hyldet som dansk konge. Den sidste hyldning af den niårige kronprins, som senere blev kong Christian den 5., fandt sted i 1657. Efter at enevælde og arvekongedømme blev indført i 1660, skulle kongerne ikke længere hyldes på landstingene.
Landstinget blev formelt nedlagt i 1806, men havde da allerede mistet hovedparten af sin indflydelse, og var i realiteten kun en domstol. Den nuværende Vestre Landsret, som har hovedsæde i Viborg, kan siges at være et levn fra det gamle landsting.

### Hospitalsvæsen
Regionshospitalet Viborg er det største hospital i Hospitalsenhed Midt, og er en af de største arbejdspladser i byen med omkring 2.900 ansatte. Der findes 500 sengepladser. Hospitalsapoteket Viborg er et sygehusapotek, med tilknytning til hospitalet.

### Forsyning
Det gule vandtårn blev opført i 1927 og Det røde vandtårn leverer vand til byen.
Viborg Kraftvarmeværk er et relativt moderne kraftvarmeværk fra 1996.

## Erhverv
Detailhandlen er især koncentreret lang gågaderne i midtbyen. Her findes adskillige specialbutikker, restauranter, cafeer og Sct. Mathias Centret.
Golf Hotel Viborg ligger ud til Søndersø og har lidt over 130 værelser.
Palads Hotel Viborg på Sct. Mathias Gade. Hotellet har 100 værelser.

## Uddannelse

### Folkeskoler og privatskoler
- Vestre Skole
- Houlkærskolen
- Overlund Skole
- Nordre Skole
- Vestervang Skole
- Finderuphøj Skole
- Viborg Private Realskole
- Søndre Skole
- Møllehøj Skolen
- Hald Ege Skole

### Ungdomsuddannelser
- Viborg Katedralskole er det ældste gymnasium i byen (oprettet i perioden 1060-1160) og er byens centrum. Skolen har ca. 1.000 elever.
  - STX

- Viborg Gymnasium er i bydelen Houlkær, og gymnasiet har ca. 900 elever.
  - STX
  - HF

- Erhvervsskolen Mercantec, der er i den østlige forstad Overlund, udbyder
  - HHX
  - HTX

### Professionsbacheloruddannelser udbydes afVIA University College
- Pædagog
- Sygeplejeske

Videregående uddannelser udbydes af Erhvervsakademi Dania
- Markedsføringsøkonom
- Administrationsøkonom
- IT-teknolog
- Autoteknolog
- Professionsbachelor i Data Analyse

### Øvrige uddannelser og skoler
- Asmildkloster Landbrugsskole
- Medieskolerne, Media College Denmark
- The Animation Workshop

## Kultur
Viborg rummer adskillige museer. Viborg Museum er et kulturhistorisk lokalmuseum i centrale del af byen, der besøges af omtrent 20.000 gæster om året. Skovgaard Museet blev etableret i 1937 rummer en samling af en lang række danske kunstnere især fra guldalderen. Viborg Kunsthal blev etableret i 1994 og rummer en samling af samtidskunst.
Uden for byen ligger Bruunshaab Gamle Papfabrik, der tidligere producerede pap og klæde, men er i dag et industrimuseum, og E Bindstouw (museum), der er et egns- og frilandsmuseum i Lysgård. Sidstnævnte er en del af Viborg Museum.
Paletten er et spillested for rytmisk musik. Viborg Teater blev grundlagt i 1909 og ligger på gaden Gravene.
Byens biograf Fotorama Viborg er i dag en del af Nordisk Film Biograferne. Den er opført i 2002 og har 5 sale.
Viborg Domkirke er byens mest kendte kirke, men der findes flere andre. Den ligger centralt i byen med en plads foran. Digterparken er det største parkanlæg i byen. Desuden findes Borgvold, der en del af det middelalderlige voldanlæg omkring byen, Pilehaven og Sønæs.
Kommunens hovedbibliotek ligger i byen, men Viborg Bibliotekerne rummer flere andre biblioteker i de omkringliggende byer. Desuden har bydelen Houlkær også sit eget bibliotek.
Byen rummer flere gamle og fredede bygninger, hvoraf Domprovstegården er blandt de ældste. Derudover findes Den gamle præstegård, Amtmandsgården, Bispegården, Den Hauchske Gård, Den lille gård på Torvet, Morvilles Gård, Gamle Vagt, Eksercerhuset, Karnapgården og Salomon Gerbers Gård, Stillings Gård, Svaneapoteket, Ursins Gård, Villadsens Gård, Hans Werrings Gård og Zahrtmanns Gård.

### Sport
Viborg rummer adskillige idrætsanlæg.
Liseborgcentret er et idrætsanlæg i bydelen Liseborg i den sydlige ende af byen. Her spiller Søndermarkens Idræts Klub og Team Viborg.
Viborg Stadion har plads til knap 10.000 tilskuere. Viborg Svømmehal ligger tæt på stationen, og Vestbadet er et udendørs badeanlæg i bydelen Vestervang.
Viborg Fodsports Forening er en fodboldklub, der i årevis har spillet i Superligaen og er senest rykket op til sæsonen 2015/16.
Viborg Håndbold Klub har hjemme på Viborg Stadionhal og klubbens kvindehold spiller i Damehåndboldligaen. Holdet var det bedste kvindehåndboldhold i verden i 2009-2010 efter to sejre i EHF Champions League.
Derudover findes der mange forskellige idrætsklubber som eksempelvis Viborg Karate Skole, Forenede Klubber i Viborg, Viborg Atletik og Motion og Bowlingklubben Viborg.
Der findes flere tilbagevendende sportsbegivenheder, heriblandt Viborg City Marathon, Sabaki Challenge Spirit og Søndersøløbet.

## Billeder fra byen
- Udsigt mod sydvest
- Viborg Domkirke
- Viborgs gamle rådhus opført 1728, efter den store brand
- Viborg set fra øst
- Regionshospitalet i Viborg
- Landsarkivets hovedbygning

## Venskabsbyer
Viborg har følgende venskabsbyer:
- Borgå
- Dalvik
- Marijampole
- Hamar
- Lund
- Lüneburg
- Kecskemét